# Какунодатэ
Какунодатэ (яп. 角館町) — древний самурайский город в японской префектуре Акита, основанный в 1620 году. Какунодатэ был городом при замке, принадлежавшем клану Сатакэ. Какунодатэ упоминался в повести о Гэндзи. В 2005 году Какунодатэ был объединён с городом Тадзавако и деревней Нисики, войдя в состав города Сембоку.

## Описание и история
Город окружён тремя реками — Иннаи, Хинокинаи и Тама. Город славится хорошо сохранившимися домами самураев и обилием сакуры. Город расположен вдоль дороги, проходящей с севера на юг. Жилая зона города разделена на две части: самурайский квартал на севере города и дома простых людей, расположенные в южной части города. Такое расположение оставалось практически неизменным вплоть до начала эпохи Мэйдзи. 
План города Какунодатэ (аэрофотосъемка) в карточке статьи: В верхней части изображения — старая крепостная гора, на которой был построен замок. Река Хинокинаи протекает с севера на юг. Зелёный район на восточном берегу (левый берег) реки является резиденцией самураев. Река, текущая с восточной стороны в нижней части изображения, называется Тама-гава.
В Какунодатэ, сохранились несколько жилищ самураев (самурайский квартал Какунодате), являющихся одним из лучших примеров архитектуры и быта самурайских домов в Японии. Некоторые дома самураев превращены в музеи и открыты для посещений. Среди самых интересных особняков, открытых для публики, — дом самурая Исигуро, семья которого занимала высокий ранг по самурайской классификации, и дом самурая Аояги, в котором организована выставка оружия, антиквариата и фамильных сокровищ.
Какунадатэ — популярное место для ханами в период цветения сакуры. В эпоху Эдо (1603—1868) несколько деревьев плакучей сакуры были привезены из Киото. С тех пор эту разновидность сакуры культивировали в Какунодатэ. С конца апреля по начало мая в Какунодатэ расцветает особый сорт сакуры, являющийся единственным в своём роде в Японии — восьмилепестковая красная плакучая сакура Аояги. Аллея деревьев сакуры в Какунодатэ, составленная из 400 деревьев сакуры, посаженных вдоль реки Хинокинаи, имеет протяжённость более двух километров. С конца марта по середину апреля более миллиона человек посещают город для любования цветущей сакурой. Иногда Какунодатэ называют «малым Киото из Тохоку».
Основными достопримечательностями Какунодатэ являются руины замка Какунодатэ, самурайский квартал и фестиваль Какунодатэ Мацури.

### История
- 1620. Какунодатэ был основан, как военный передовой сторожевой пост с восьмьюдесятью самурайскими резиденциями и 350 домами простых жителей.
- 1889. При введении в действие муниципальной системы были официально оформлены территории: города Какунодатэ, деревни Накагава, деревни Кумодзава и деревни Сираива.
- 1955 Объединение Какунодатэ, города Сенгава, деревни Накагава, деревни Кумодзава, деревни Сираива для образования города Какунодатэ и города Сэмбоку.
- 2005 Слияние города Какунодатэ с городом Тадзавако и деревней Нисики для образования города Сэмбоку.

Вид улицы, проходящей через самурайский квартал в разное время года
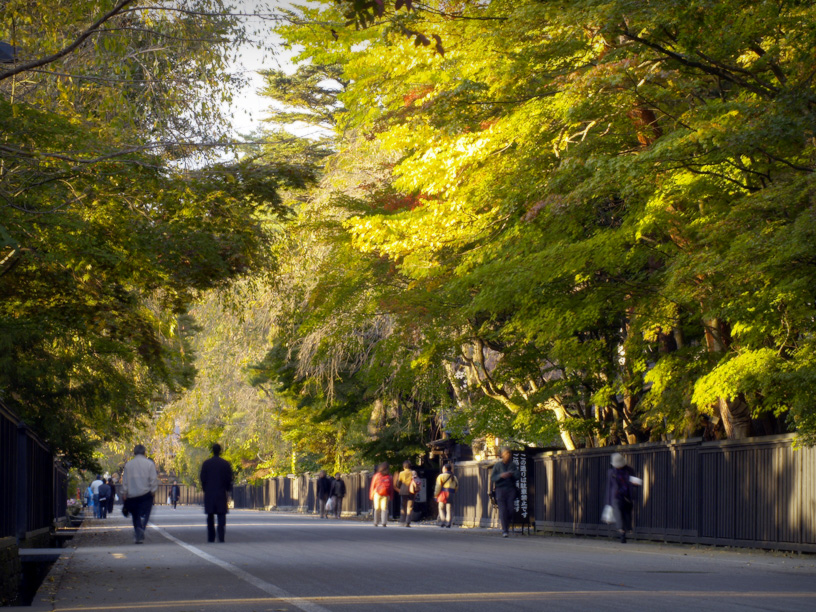
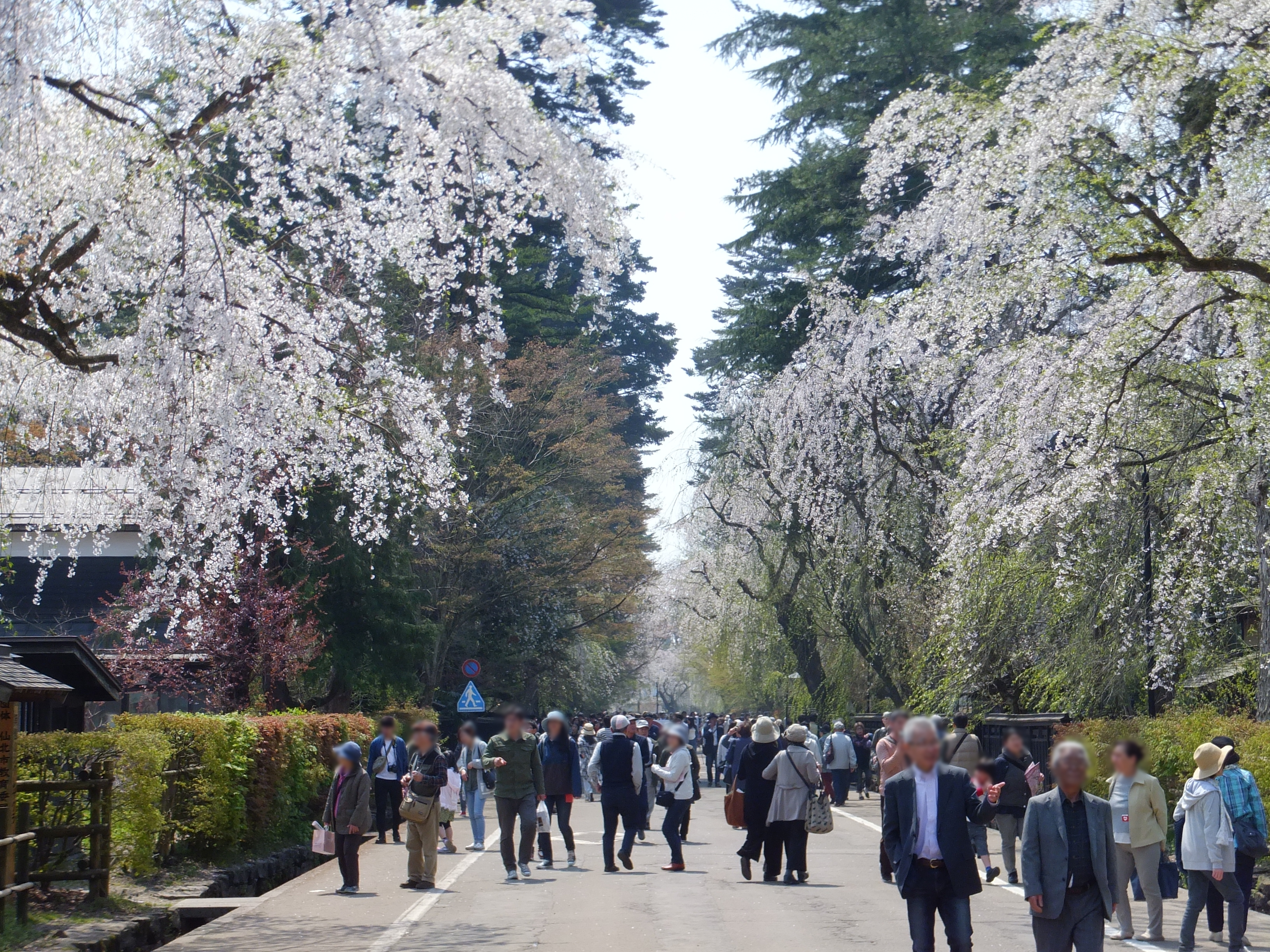
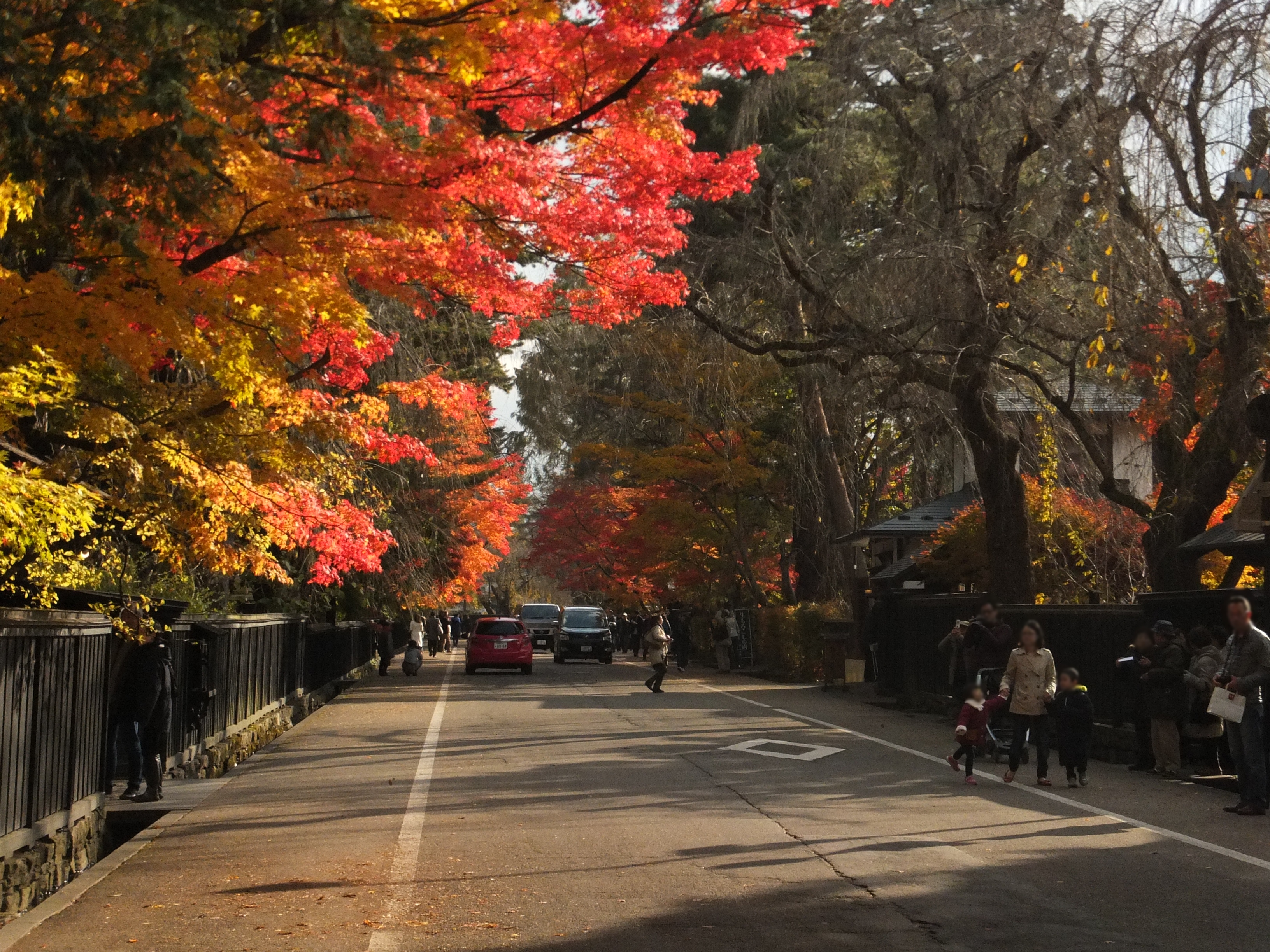
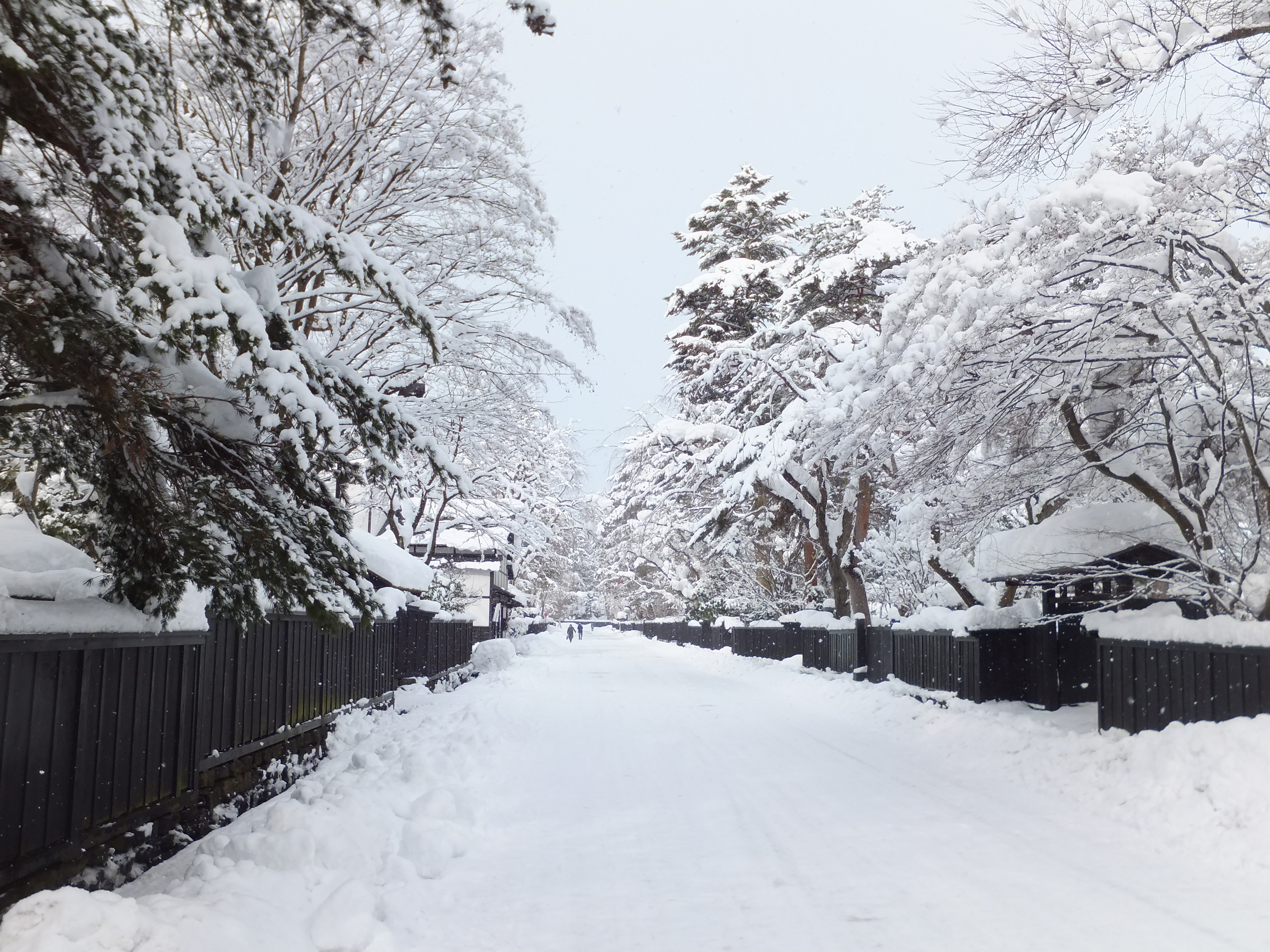